# Colegiul de Medicină din Bălți
Colegiul de Medicină din Bălți este o instituție medie de specialitate care instruiște personal medical mediu.
Inițial, Școala de Felceri și Moașe (denumirea de atunci) a fost fondată în 1924 la Ananiev, RSSA Moldovenească (RSSU, URSS). După ocuparea Basarabiei în 1940, școala este transferată la Tiraspol, apoi în 1941 a fost evacuată în interiorul Uniunii Sovietice. În 1945 Școala de Felceri și Moașe, împreună cu 60 de elevi și 2 profesori, este adăpostită la Bălți. La școală erau pregătiți viitori felceri, moașe, felceri-laboranți, tehnicieni dentiști. În 1954 instituția își schimbă denumirea în Școala de Medicină.
În 1992 prin Hotărârea Guvernului Republicii Moldova, Școala de medicină este transformată în Colegiul de Medicină și s-au elaborat programe corespunzătoare noului sistem, adaptata la obținerea calificativelor: asistent medical, felcer-laborant și tehnician-dantist. Durata studiilor constituie 5 ani pentru absolvenții gimnaziilor și 3 ani pentru absolvenții liceelor. 
Colegiul dispune de:
- Bloc de studii cu săli bine amenajate
- Laborator de informatică
- Laborator de chimie modern și bine dotat
- Sala de sport (interior) și teren de sport în aer liber
- Bibliotecă științifico-medicală,
- Sală de lectură și un bogat tezaur de cărți
- Condiții bune de trai în cămine, bufet, serviciu medical.

## Absolvenți
- Ion Sorocean - ministru al Sănătății
- Andrei Gherman - ministru al Sănătății
- Petru Iarovoi - viceministru al Sănătății
- Vasile Procopșin - viceministru al Sănătății
- Dumitru Tintiuc - viceministru al Sănătății
- Ion Prisăcaru - deputat în primul parlament al Republicii Moldova
- Petru Galețchi - prim-prorector al Universității de Stat de Medicină și Farmacie
- Grigore Ghinjul - fondatorul și primul medic-șef al sanatoriului Codru
- Nicolae Gaisan - medic-șef al Dispensarului dermatovenerologic din Cernăuți
- Ilie Mohorea - șef Direcția Principală Farmaceutică pe lângă  MS din RSSM
- Anatol Marcu - medic-șef al sanatoriului Sergheevka; medic-șef al Dispensarului dermatovenerologic din Bălți
- Efim Tiron - medic-șef al spitalului raional Rezina